# سان-ديني-لي-بور
سان-ديني-لي-بور (بالفرنسية: Saint-Denis-lès-Bourg)‏ هي بلدية فرنسية تقع في إقليم الآن. رمز إنسي لها هو:1344. أما الرمز البريدي لها فهو: 1000.